# Naturprogram
Ett naturprogram är ett TV- eller radioprogram som skildrar naturen. Kända naturprogram från TV4-Gruppen är Bo Landins program, medan Sveriges Television har Korsnäsgården och Mitt i naturen. Kända från Sveriges Radio är Naturmorgon.